# Jan Fromm
Jan Fromm (* 1942) ist ein ehemaliger deutscher Nachrichtensprecher.

## Leben
Nach einem Engagement als Sprecher der Nachrichtensendung Aktuell des Deutschen Fernsehfunks moderierte Fromm 12 Jahre lang die Pro-Sieben-Nachrichten, zunächst unter dem Arbeitstitel Tagesbild, die als Konkurrenz zur öffentlich-rechtlichen Tagesschau um 20:00 Uhr positioniert wurde.
Im Rahmen vergleichender und somit damals gesetzlich verbotener Werbung betitelte der Norddeutsche Rundfunk für seine Nachrichtensendung Tagesschau Anzeigen mit der Botschaft „Jeder kennt Dagmar Berghoff. Aber wer bitte ist Jan Fromm?“, woraufhin Pro Sieben eine Unterlassung forderte.
Später wirkte Fromm als Moderator bei TV Berlin und führte durch die Sendung Nicht ohne Grund. In den letzten Jahren seines Schaffens verlas Fromm Nachrichten für die Onlinezeitung Wasserburger Stimme.